# Praia do Laboratório
A Praia do Laboratório é uma praia no município brasileiro de Angra dos Reis, estado do Rio de Janeiro. É encostada na usina nuclear.

## Características
É denominada assim por conta de um antigo laboratório que funcionava no local, vinculado à Central Nuclear Almirante Álvaro Alberto. É também conhecida como Praia Secreta  e é guardada por seguranças da Usina Nuclear, sendo bastante aprazível.
Para o acesso, deve-se entrar à direita, na Rodovia Rio-Santos, em uma pequena descida após a entrada do Complexo Nuclear, para quem vai na direção ao Rio de Janeiro.